# Jacques Doyasbère
Jacques Doyasbère, né le 26 décembre 1919 à Villeneuve-Saint-Georges et mort le 3 novembre 1969, est un jockey français.

## Carrière
La carrière de Jacques Doyasbère est étroitement liée aux casaques des deux plus grandes écuries de courses françaises des années 40 et 50, celles de Marcel Boussac et François Dupré. Pour le premier il fut notamment associé à Djebel, Ardan, Caracalla, Coaraze ou Marsyas, pour le second à Tantième ou Tanerko. 
Doyasbère fut le premier jockey à inscrire quatre fois son nom au palmarès du Prix de l'Arc de Triomphe, imité ensuite par Freddy Head, Yves Saint-Martin, Pat Eddery, Olivier Peslier et Thierry Jarnet, et dépassé seulement par Lanfranco Dettori en 2017.

## Palmarès sélectif
France
- Prix de l'Arc de Triomphe – 4 – Djebel (1942), Ardan (1944), Tantième (1950, 1951)
- Prix du Jockey Club – 2 – Ardan (1944), Coaraze (1945)
- Poule d'Essai des Pouliches – 3 – Esmeralda (1942), Caravelle (1943), Palencia (1944)
- Prix Morny – 5 – Coaraze (1944), Nirgal (1945), Cadir (1946), Sanguine (1950), Cordova (1953)
- Gran Critérium – 5 – Nosca (1941), Caravelle (1942), Priam (1943), Nirgal (1945), Rigolo (1947)
- Prix du Cadran – 3 – Marsyas (1944, 1945, 1946)
- Prix Jacques Le Marois – 3 – Priam (1944), Coaraze (1945), Arbele (1952)
- Grand Prix de Saint-Cloud – 2 – Djebel (1942), Ardan (1945)

 Royaume-Uni
- Ascot Gold Cup – 1 – Elpenor (1954)
- Coronation Cup – 1 – Tantième (1951)
- Goodwood Cup – 1 – Marsyas (1946)